# Carbazol
Carbazol (IUPAC: 9H-Carbazol) ist eine heterocyclische chemische Verbindung, die sich formal vom Pyrrol durch Anfügen von zwei Benzogruppen ableitet. Daraus leitet sich die veraltete Bezeichnung Dibenzopyrrol ab. Die Summenformel des Carbazol ist C12H9N. Es kann auch als Stickstoffanalogon des Fluoren betrachtet werden, woraus die Bezeichnung 9-Azafluoren resultiert. Die Festlegung der Lokanten im Carbazol durch die IUPAC steht im Gegensatz etwa zum Schema von Dibenzofuran.

## Geschichte
Die Verbindung wurde 1872 erstmals von den Chemikern Carl Graebe und Carl Glaser aus dem Steinkohlenteer isoliert und charakterisiert.

## Vorkommen und Gewinnung
Carbazol kommt im Steinkohlenteer und in Erdöl vor; es kann thermisch oder photochemisch durch oxidativen Ringschluss aus Diphenylamin synthetisiert werden. Auch die Synthese über die Diazotierung von N-Phenyl-1,2-diaminobenzol und Stickstoff-Abspaltung, die sogenannte Graebe-Ullmann-Synthese ist möglich.

## Verwendung
Das Carbazolderivat N-Ethylcarbazol ist als Trägerstoff für die Speicherung von Wasserstoff in Fahrzeugen in der Diskussion.